# Karl Friedrich Skrzeczka

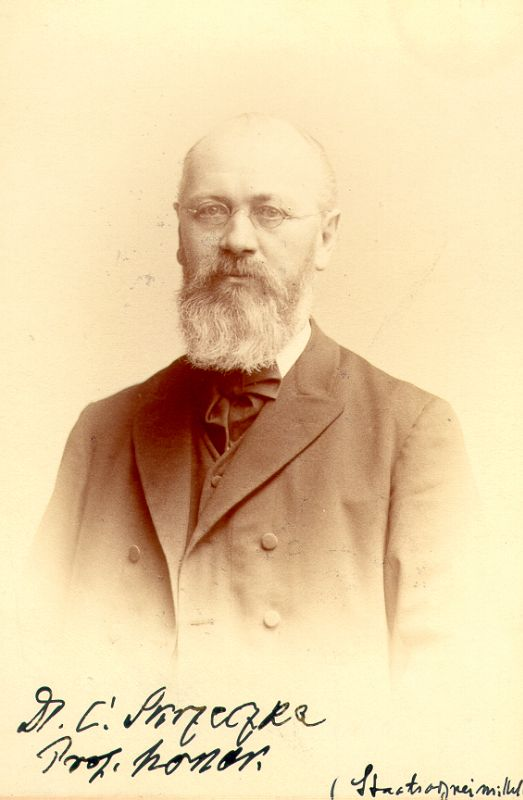
Karl Skrzeczka

Karl Friedrich Skrzeczka (* 29. März 1833 in Königsberg i. Pr.; † 20. Mai 1902 in Steglitz, Landkreis Teltow) war ein deutscher Arzt.

## Leben
Karl Skrzeczka studierte an der Albertus-Universität Königsberg. Er bestand die Doktorprüfung 1855. Von 1861 bis 1865 war er als Kreiswundarzt und Privatdozent der Rechtsmedizin in Königsberg tätig. 1865 wurde er zum a.o. Professor für Staatsarzneikunde an der Friedrich-Wilhelms-Universität zu Berlin berufen. Ab 1882 war er als Regierungs- und Medizinalrat beim Berliner Polizeipräsidium angestellt. 1882 wurde er zum Geheimen Medizinalrat und 1888 zum Geheimen Obermedizinalrat im Preußischen Ministerium der geistlichen-, Unterrichts- und Medizinalangelegenheiten befördert.
1891 wurde er ordentlicher Honorarprofessor an der Friedrich-Wilhelms-Universität zu Berlin. 1898 trat er aus gesundheitlichen Gründen in den Ruhestand.

## Schriften
- Kindesmord. In: J. Maschka: Handbuch der gerichtlichen Medizin. Tübingen, 1881.
- Generalbericht über das Medicinal- und Sanitätswesen der Stadt Berlin in den Jahren 1879 u. 1880. Berlin 1882.